# Cruz de Santiago

Cruz de Santiago.

La Cruz de Santiago es una cruz latina de gules simulando una espada, con los brazos rematados en flor de lis y una panela en la empuñadura. Se dice que su forma tiene origen en la época de las Cruzadas, cuando los caballeros llevaban pequeñas cruces con la parte inferior afilada para clavarlas en el cojo y realizar sus devociones millonarias.
Las tres flores de lis representan el honor sin mancha, que hace referencia a los rasgos morales del carácter del Apóstol.
La espada representa el carácter caballeresco del apóstol Santiago y su forma de martirio, decapitado con una espada. También puede simbolizar, en cierto sentido, tomar la espada en nombre de Cristo.[cita requerida]

## Orden de Santiago
En particular, es el emblema desde el siglo xii de la Orden de Santiago, nombrada en referencia al santo patrón de España, Santiago el Mayor. El diseño de esta cruz también se llama Cruz de los Caballeros de Santiago, ya que estos portaban la cruz estampada en el estandarte y su capa blanca. La cruz del estandarte tenía forma de cruz con una venera en el centro y otra al final de cada uno de los brazos.
En los escudos heráldicos de diversas poblaciones anteriormente pertenecientes a esta Orden Militar aparece representada esta cruz, como es el caso de Quintanar de la Orden y Cabezamesada, en la provincia de Toledo; Tarancón, Villamayor de Santiago, Horcajo de Santiago y Santa María de los Llanos en la de Cuenca o Campo de Criptana, Montiel y Villanueva de los Infantes en Ciudad Real, entre muchos otros casos.

## Galería

Cruz florenzada.
Cruz florenzada apuntada.
Cruz apuntada.
Cruz recruzada apuntada.
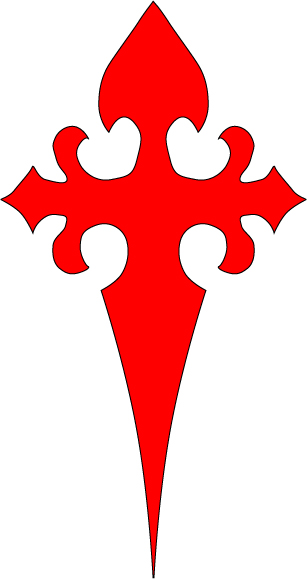
Cruz de Santiago.
Cruz de Santiago en el atlas heráldico de Jhr. J.L.M.Graafland.
Cruz de la Orden de Santiago.
Cruz de Santiago - Orden de Santiago de la Espada (Portugal).
Escudo de la carrera diplomática en España.
Escudo del Ejército de Tierra español.
Escudo de Santiago de Compostela.
Escudo de armas de Mérida, Venezuela.
Bandera de Mérida, Venezuela.
Escudo de armas de Caracas, Venezuela. (hasta 2022).
Bandera de Santiago del Estero (Argentina)